# دانشگاه پاپتیک صلیب مقدس
دانشگاه پاپتیک صلیب مقدس (به ایتالیایی: Pontificia Università della Santa Croce) یک دانشگاه‌ در ایتالیا است که در رم واقع شده‌است.